# Eberhard von Schuckmann
Pour les articles homonymes, voir Schuckmann.
Eberhard von Schuckmann (2 juillet 1899 à Jersitz - 27 avril 1966 au Pérou) est un Generalmajor allemand qui a servi au sein de la Heer dans la Wehrmacht pendant la Seconde Guerre mondiale.

## Biographie
Le 11 novembre 1944, Eberhard von Schuckmann est condamné par la Reichskriegsgericht (Cour martiale de l’État) à deux ans de prison pour insubordination, et est acquitté d'un deuxième chef d'accusation. Toutefois, en raison de ses états de service, sa peine est suspendue le 5 décembre 1944, avec l'annotation qu'aucune promotion ne pouvait lui être accordée.
Le 1er janvier 1945, il prend en charge la 71e division d'infanterie. Il est fait prisonnier de guerre par les Américains près de Saint-Veith le 8 mai 1945 et est libéré le 26 juin 1947.
Il décède le 27 avril 1966 dans un accident d'avion au Pérou.

## Promotions
| Fähnrich       | 25 mars 1918       |
| Leutnant       | 1er janvier 1920   |
| Oberleutnant   | 1er août 192       |
| Hauptmann      | 1er janvier 1934   |
| Major          | 1er octobre 1938   |
| Oberstleutnant | 1er septembre 1941 |
| Oberst         | 15 août 1942       |
| Generalmajor   | 8 août 1943        |

## Décorations
- Croix de fer (1914)
  - 2e Classe
- Insigne des blessés (1918)
  - en Or
- Croix d'honneur pour combattants 1914-1918 (15 janvier 1935)
- Agrafe de la Croix de fer (1939)
  - 2e Classe
- Croix de fer (1939)
  - 1re Classe
- Agrafe de la liste d'honneur
- Insigne de combat d'infanterie
- Médaille du Front de l'Est
- Croix allemande en Or le 27 août 1942 en tant que Oberstleutnant et commandant du Infanterie-Regiment 542
- Officier de l'ordre du Mérite hongrois avec décorations de guerre
- Commandeur de l'ordre de l'Étoile de Roumanie